# اوریون (کامیونیتی)، ویسکانسین
اوریون (به انگلیسی: Orion) یک منطقهٔ مسکونی در ایالات متحده آمریکا است که در شهرستان ریچلند، ویسکانسین واقع شده‌است. اوریون ۲۱۷٫۹۳ متر بالاتر از سطح دریا واقع شده‌است.